# Cummins L
Cummins L — дизельный двигатель внутреннего сгорания, выпускаемый американской компанией Cummins с 1982 года.

## Описание
Изначально объём двигателя Cummins L составлял 8,9 литра. После удлинения хода поршня со 136 до 147 мм объём был увеличен до 10,8 л.
Двигатель L10 объёмом 10 литров выпускался либо в вертикальном исполнении для оснащения грузовых автомобилей и автобусов, либо в горизонтальном исполнении для установки внизу автобусов и дизель-поездов. В Великобританию двигатель не поставлялся в связи с высоким расходом масла и проблем с уплотнением.
В 1994 году двигатель был переименован в M11, а в 1998 году производство двигателя было завершено. На смену пришёл двигатель ISL9. С 1992 года в серию L входит газомоторный двигатель L10G, который в 2001 году был переименован в L Gas Plus, а в 2008 году — в ISL G. Двигатели Cummins ISL выпускались в Роки-Маунте, Дарлингтоне и Набережных Челнах (КамАЗ).
В 2016 году двигатель ISL был переименован в L9.

## Модельный ряд
| Производитель    | Название   | Объём | Топливо       | Годы производства      |
| ---------------- | ---------- | ----- | ------------- | ---------------------- |
| Cummins          | L10        | 10 л  | Дизельное     | 1982—1998              |
| Cummins          | ISL        | 8.9 л | Дизельное     | 1999—2007              |
| Cummins          | ISL9       | 8.9 л | Дизельное     | 2007—2017              |
| Cummins          | L9         | 8.9 л | Дизельное     | 2017 — настоящее время |
| Cummins-Westport | L10G       | 10 л  | Газомоторное  | 1992—2001              |
| Cummins-Westport | L Gas Plus | 8.9 л | Природный газ | 2001—2008              |
| Cummins-Westport | ISL G      | 8.9 л | Природный газ | 2008—2018              |
| Cummins-Westport | ISL G NZ   | 8.9 л | Природный газ | 2008—2018              |
| Cummins-Westport | L9N        | 8.9 л | Природный газ | 2018 — настоящее время |